# Wolfgang Krohn
Wolfgang Krohn (* 10. Juli 1941 in Hamburg) ist ein deutscher Techniksoziologe und Wissenschaftsphilosoph.
Von 1992 bis 2006 war er Professor für Soziologie am Institut für Wissenschafts- und Technikforschung der Universität Bielefeld, seitdem emeritus. Er studierte in Hamburg, Göttingen und Marburg Philosophie und Sozialwissenschaft. Er promovierte in Hamburg bei Carl Friedrich von Weizsäcker mit einer Arbeit über Die Formale Logik in Hegels "Wissenschaft der Logik". Von 1971 an war er Mitarbeiter der Abteilung von von Weizsäcker am Max-Planck-Institut zur Erforschung der Lebensbedingungen der wissenschaftlich-technischen Welt in Starnberg. Nach der Schließung des MPI 1981 wechselte Krohn an den Universitätsschwerpunkt Wissenschaftsforschung der Universität Bielefeld.
Zu seinen Forschungsschwerpunkten gehören Untersuchungen zu den gesellschaftlichen Bedingungen der Entwicklung der neuzeitlichen Wissenschaft (insbesondere in den 1970er Jahren, siehe Edgar Zilsel), die Ausbreitung experimenteller Praktiken außerhalb der anerkannten Institutionen der Wissenschaft, Theorien der Selbstorganisation, sowie die Untersuchung ästhetischer Qualitäten in Wissenschaft und Technologie (siehe: Wissenschaftsästhetik). Zu den bekanntesten Arbeiten seines Frühwerks gehört die zusammen mit Gernot Böhme und Wolfgang van den Daele verfasste These zur Finalisierung der Wissenschaft (1972–73).

## Veröffentlichungen (Auswahl)
- Gernot Böhme, Wolfgang van den Daele, Wolfgang Krohn: Experimentelle Philosophie : Ursprünge autonomer Wissenschaftsentwicklung, Frankfurt/Main: Suhrkamp 1977, ISBN 978-3-518-07805-1 (Reihe Suhrkamp-Taschenbücher Wissenschaft 205).
- Gernot Böhme, Wolfgang van den Daele, Rainer Hohlfeld, Wolfgang Krohn, Wolf Schäfer, Tilman Spengler: Starnberger Studien 1: Die gesellschaftliche Orientierung des wissenschaftlichen Fortschritts. Frankfurt, Suhrkamp, 1978, ISBN 978-3-518-10877-2.
- (Hrsg. gemeinsam mit Günter Küppers):  Emergenz: Die Entstehung von Ordnung, Organisation und Bedeutung, 2. Auflage, Frankfurt am Main: Suhrkamp 1992, ISBN 3-518-28584-X (Suhrkamp-Taschenbuch Wissenschaft Nr. 984).
- (Hrsg. gemeinsam mit Georg Krücken): Riskante Technologien: Reflexion und Regulation. Einführung in die sozialwissenschaftliche Risikoforschung, Frankfurt am Main: Suhrkamp 1993, ISBN 978-3-51828-698-2 (Suhrkamp-Taschenbuch Wissenschaft Nr. 1098).
- Matthias Groß, Holger Hoffmann-Riem, Wolfgang Krohn: Realexperimente: Ökologische Gestaltungsprozesse in der Wissensgesellschaft, Bielefeld: transcript 2005, ISBN 978-3-89942-304-4 (Reihe Science Studies).
- Peter Weingart, Martin Carrier, Wolfgang Krohn: Nachrichten aus der Wissensgesellschaft : Analysen zur Veränderung der Wissenschaft, Weilerswist: Velbrück Wissenschaft 2007, ISBN 978-3-938808-25-2.